# Batalla de Tornio
La batalla de Tornio (del 1r al 8 d'octubre de 1944) va ser el primer gran enfrontament entre l'Alemanya nazi i Finlàndia en la guerra de Lapònia, malgrat que les hostilitats ja havien començat en altres llocs (vegeu «Operació Tanne Ost»).

## Antecedents
Tot i que a mitjan setembre, ja s'havien produït enfrontaments directes a Gogland, entre les tropes fineses i les alemanyes, les relacions entre els dos bàndols al nord de Finlàndia continuaven essent força bones. D'acord amb l'operació Birke, els alemanys havien evacuat el material i les tropes cap a llocs més segurs al nord de Finlàndia. El veritable interès alemany per la Lapònia finlandesa era mantenir el control a la zona de Petsamo i les seves mines de níquel. D'altra banda, les tropes alemanyes i fineses havien estat lluitant juntes durant tres anys i s'havia creat una certa amistat entre els dos exèrcits. En conseqüència, fins al moment, hi havia hagut poques hostilitats reals entre les tropes alemanyes i fineses. Fins a la batalla de Tornio, les tropes fineses i alemanyes havien estat realitzant unes «maniobres de tardor» en què el ritme de la retirada alemanya es corresponia amb el ritme de l'avanç de les tropes finlandeses, amb un acord mutu que evitava tàcitament un conflicte obert entre les dues parts.
Tanmateix, a causa del seu acord de pau amb l'URSS, els finesos es van veure obligats a retirar per força les tropes alemanyes del seu territori al més aviat possible. D'aquesta manera, es va planificar i executar la invasió de Tornio per sorprendre els alemanys i obrir un front per la rereguarda al llarg de la frontera sueca. El tinent general Siilasvuo era l'oficial encarregat de les operacions a Lapònia i planificà un assalt amfibi a prop de Tornio, amb un atac terrestre cap a Kemi; ambdues operacions tenien com a base Oulu. Els finesos utilitzaren tres vaixells de càrrega armats d'una única metralladora antiaèria a cada vaixell; no van disposar de suport aeri ni naval durant la navegació de 80 milles des d'Oulu fins a Tornio.

## Operacions inicials

### Forces alemanyes
Les forces alemanyes a Kemi (i Tornio) es van agrupar sota la divisió Kräutler. Es tractava del primer batalló de la 139a brigada de caçadors de muntanya (139. Gebirgsjäger-Brigade), el 6è batalló de caçadors (6. Jäger-Bataillon), el 6è batalló de reconeixement de muntanya de les SS (6. SS-Gebirgs-Aufklärungs-Abteilung) i el 6è batalló d'infanteria de les SS (6. SS-Schützen-Bataillon «Nord»). A causa de la pressió finlandesa des del sud, només el sisè batalló de reconeixement de muntanya de les SS es va poder desplaçar cap a Tornio, mentre que la resta va quedar aturada retenint els finlandesos.

### Aixecament a Tornio
Els finlandesos havien aconseguit el permís alemany per organitzar un batalló d'homes conegut com a Destacament Pennanen (en finès Osasto Pennanen) darrere de les seves línies, amb l'excusa de protegir les instal·lacions industrials clau de Kemi. A més d'aquesta força, la guàrdia cívica finlandesa havia planificat un aixecament a la ciutat fronterera de Tornio. El major Thure Larjo, que utilitzava aleshores soldats finesos de permís en aqueslla ciutat, i una sola companyia de soldats de defensa aèria, va aconseguir prendre el control de Tornio a la riba oest del riu Torne i contenir els pocs alemanys que hi havia. No obstant això, l'atac previst contra el gran dipòsit de subministrament alemany a prop de l'estació de ferrocarril de Tornio, a la riba est del riu, va fallar. Els finesos, però, van poder enviar un tren per ajudar la força de desembarcament que arribava.
Tot i que l'aixecament no va tenir tant èxit com s'havia esperat, va contribuir a la confusió del bàndol alemany i també va facilitar que la força de desembracament arribés sense ser detectada al port de Röyttä, el port exterior de Tornio. Les accions del Destacament Pennanen a Kemi, que van capturar el port d'Ajos, van provocar encara més desorientació en la resposta alemanya inicial al desembarcament, creient que els finesos es concentrarien a Kemi en lloc de Tornio.

### Desembarcament a Röyttä
Els primers elements de l'11è regiment d'infanteria finès (JR 11) van desembarcar sense oposició al port de Röyttä a les 07.45 del primer d'octubre i van ser embarcats en un tren que va començar a transportar tropes més a prop de la ciutat. El tinent coronel Halsti tenia previst avançar les seves forces ràpidament cap a Kemi per assegurar els ponts importants sobre el riu Kemi; malgrat això, després de descobrir que podria haver-hi tot un batalló alemany als voltants, va triar un plantejament més prudent.
En lloc d'avançar cap a Kemi, el JR 11 es va desplaçar per assegurar el dipòsit de subministraments alemany situat a l'estació de ferrocarril de Tornio. L'arribada dels batallons finesos de Röyttä va agafar per sorpresa els alemanys, ja que fins ara havien pensat que els enfrontaments eren només una revolta local. Els dos batallons del JR 11 que s'havien desplaçat cap a l'estació es van quedar atrapats en una batalla en què els alemanys van mostrar resistència gairebé fanàtica.
Encara el primer d'octubre, el tercer batalló del JR 11 es dirigí amb prudència cap a Kemi quan va topar i internar un petit destacament alemany enviat a sotmetre la revolta a Tornio. Finalment, els alemanys es van adonar de la magnitud del desembarcament, però no estaven en disposició de prendre mesures contra els finesos. La vall del riu Torne estava gairebé desproveïda de forces alemanyes, mentre que les seves forces a Kemi, sota el comandament de la Divisió Kräutler, constaven de quatre batallons, la majoria dels quals ja estaven implicats a frenar l'avanç finlandès del sud al llarg de la costa.

### Resposta al desembarcament
Els alemanys van respondre a les demandes de reforços enviant diverses unitats cap a la zona. Una unitat blindada, la segona companyia de Panzer Abteilung 211, va ser enviada des de Rovaniemi cap a Kemi per ferrocarril i la unitat va arribar al matí del 2 d'octubre. Diverses formacions d'infanteria es van separar de les agrupacions i es van precipitar cap a Tornio, entre les quals un batalló del 379è regiment de granaders (379. Grenadier-Regiment), un del 206è regiment de caçadors de muntanya (206. Gebirgs-Jäger-Regiment) i tota la brigada de metralladores amb esquís (MG-Ski-Brigade «Finnland»). Mentrestant, els finesos van optar per reforçar encara més el desembarcament, en lloc d'avançar amb força des del sud cap a Kemi, i van començar a enviar més tropes i equipaments d'Oulu a Tornio. El primer grup que va arribar va ser el 53è regiment d'infanteria (JR 53). L'operació finesa va canviar d'un atac de desviació amb un únic regiment a una operació clau amb diverses divisions.

### La «Petita Berlín»
Molt tard a la nit del primer d'octubre, les tropes fineses del JR 11 van capturar un dipòsit de subministrament alemany (que eren coneguts col·loquialment com a «petites Berlins», Pikku-Berliini) i van trobar grans magatzems d'alcohol (uns 25.000 litres). L'ordre i la disciplina desaparegueren del 2n batalló i de la majoria del 1r batalló. Més endavant, fins i tot el 2n batalló del JR 53, acabat d'arribar, també es va dirigir accidentalment a la mateixa ubicació amb resultats similars. Centenars d'homes van acabar amb intoxicació etílica i van quedar fora de servei durant 24 hores. Els esdeveniments a la «petita Berlín» van significar que les forces finlandeses a la zona van perdre un dia sencer i van permetre als alemanys reagrupar les seves forces. Els finesos començaven a perdre la iniciativa.

## Batalla

### Atacs alemanys
El 3 d'octubre, les forces que els alemanys havien aplegat entre Tornio i Kemi van començar a avançar cap a Tornio. Dos batallons finlandesos del JR 11 i un del JR 53 es van enfrontar a tres batallons alemanys amb suport de blindats i artilleria. L'intent alemany inicial del matí va ser rebutjat i es van perdre diversos tancs. Els dos bàndols tenien previst atacar, fet que va provocar que el batalló finlandès de flanqueig es trobés amb un batalló alemany i tots dos van quedar enganxats en combat. Això, però, no va impedir que l'atac principal alemany obligués els finesos a retirar-se, però aquests van aconseguir aturar l'avanç alemany abans que la situació es tornés més greu. Tot i que els finlandesos tenien una lleugera superioritat numèrica en infanteria sobre els alemanys, no disposaven d'artilleria, mentre que els alemanys podien desplegar diverses bateries i diversos canons antitanc. A la tarda del 4 d'octubre, els alemanys van atacar de bell nou, i aquesta vegada van aconseguir fer retirar els finlandesos fins al riu Raumo, on les línies van quedar aturades. Els finlandesos van rebutjar fàcilment els intents alemanys de travessar el riu Raumo el 5 d'octubre.
La nit anterior al 4 d'octubre, les forces alemanyes al nord de Tornio també van atacar els finlandesos que havien avançat fins a Alavojakkala. Els finlandesos es van veure obligats a abandonar el dipòsit de combustible ja envoltat i a retirar-se encara més cap al sud. Més tard, el mateix 4 d'octubre, les forces alemanyes al nord de Tornio estaven formades per 3 batallons d'infanteria, més fortament armats que els seus homòlegs finesos, amb suport d'artilleria. Els finlandesos esperaven que l'atac alemany principal vingués de la direcció de Kemi i estaven mal preparat per a un fort atac alemany des del nord, que va avançar ràpidament i va obligar-los a retirar-se diversos quilòmetres abans de formar una nova línia defensiva al riu Keropudas.
La manca de mapes, la baixa moral (de lluitar en una «guerra innecessària») i, sobretot, la falta d'armes pesants, van contribuir als fracassos finlandesos.

### Últims atacs
El 6 d'octubre es va iniciar el darrer esforç alemany per expulsar els finesos de Tornio i recuperar la cruïlla de carreteres que hi havia. Havien desplegat 6 batallons d'infanteria amb blindats i suport d'artilleria, però en lloc d'enfrontar-se als dos regiments d'infanteria que suposaven els alemanys, el 6 d'octubre ja havien de fer front a 10 batallons d'infanteria finlandesos amb uns pocs blindats (s'havia mobilitzat una companyia de T-26) i suport d'artilleria. Els dos bàndols van decidir passar a l'ofensiva. Els alemanys van optar per atacar simultàniament des del nord i l'est mentre que els finlandesos enviaren un regiment complet per expulsar els alemanys cap al nord de Tornio. El resultat va ser un dels combats més ferotges de la guerra de Lapònia. L'atac alemany del nord va aconseguir travessar el riu Keropudas, però va quedar aturat per una forta defensa, mentre que l'atac des de l'est no va aconseguir expulsar els finlandesos de les seves posicions.
El 50è regiment d'infanteria finlandès (JR 50) va flanquejar la brigada de metralladores amb esquí alemanya «Finnland», que havia quedat clavada en el seu atac contra la defensa del JR 53, i va arribar a la riba del riu Torne al nord de les posicions alemanyes. El 7 d'octubre, la situació era pitjor per als alemanys: no només els seus atacs havien estat repulsats, sinó que les unitats atacants havien sofert greus pèrdues i l'única reserva del 20è exèrcit de muntanya, la brigada «Finnland» havia quedat encerclada al nord de Tornio en el moment en què començà l'ofensiva soviètica a l'Àrtida. Tot i això, els alemanys no van ser els únics amb problemes: el JR 50 finès que s'havia precipitat a la batalla havia deixat la major part dels seus equips a Röyttä i els subministraments havien de ser transportats per pantans i aiguamolls. Els intents alemanys de rellevar les unitats encerclades no van tenir èxit durant el 7 d'octubre. El 8 d'octubre, els finlandesos van començar a netejar la bossa de tropes alemanyes i van atacar des de totes les direccions. Tot i que molts alemanys van ser capturats com a presoners de guerra, molts altres van aconseguir escapar.

### Accions finals a Röyttä
Malgrat que els alemanys haurien pogut envolar els seus avions cap a Röyttä fins i tot abans, el primer atac important es va produir el 4 d'octubre, quan els alemanys van enviar un esquadró de bombarders en picat Stuka al port de Röyttä, mentre que els caces finlandesos assignats a la cobertura aèria romanien en terra a causa del mal temps a la seva base, situada més al sud. Els bombarders en picat van aconseguir impactar en els transports finlandesos i n'enfonsaren dos, Bore IX i Maininki, prop del moll, cosa que dificultà notablement el desembarcament. Els atacs aeris a Röyttä van continuar fins al final dels combats a la regió de Tornio.
Més tard, el 6 d'octubre de 1944, una primera esquadra petita de l'armada finlandesa formada per les canoneres Hämeenmaa i Uusimaa i les patrulleres VMV 15 i VMV 16 van arribar a la zona per proporcionar foc antiaeri i anul·lar la bateria alemanya situada a Laivaniemi, a poca distància del port, que havia continuat dificultant els esforços finlandesos per descarregar els seus transports. El mateix dia 6 d'octubre diversos bombarders Focke-Wulf Fw 200 van bombardejar Ryöttä amb bombes planadores Henschel Hs 293, però sense resultats.

## Ostatges
Com a resposta al desembarcament a Tornio i a la captura de tropes alemanyes, els alemanys van començar a prendre civils finlandesos com a ostatges, 132 de Kemi i uns altres 130 de Rovaniemi, i van intentar intercanviar-los pels alemanys capturats. Durant la lluita a Tornio va arribar un negociador alemany amb la demanda que els finlandesos alliberessin els presos i es retiressin a Röyttä, o els alemanys executarien els ostatges. La resposta finlandesa va ser que una acció així provocaria l'execució immediata de tots els presoners de guerra alemanys capturats. El pla alemany va sortir malament, ja que va tenir un impacte insignificant en les accions finlandeses i només va aconseguir tacar encara més la reputació alemanya, especialment la de Rendulic, a Finlàndia. El drama dels ostatges també va oferir als mitjans de comunicació finlandesos una eina de propaganda excel·lent que es podia emprar contra els alemanys. Els alemanys es van adonar del seu error i ja el 12 d'octubre van abandonar els ostatges als finlandesos que avançaven a Jaatila.

## Conseqüències
Mentre es produïen els combats a Tornio, la direcció alemanya va prendre la decisió d'abandonar l'operació Birke i iniciar l'operació Nordlicht i abandonar la major part del nord de Finlàndia i Noruega. L'ofensiva soviètica de Petsamo va començar poc després que els alemanys haguessin pres la decisió. La rigorosa disciplina de marxa imposada pels alemanys, les unitats motoritzades alemanyes i l'enderrocament efectiu de la xarxa de transport va fer que després de la batalla de Tornio, les tropes fineses només poguessin atacar els alemanys en retirada en el moment i el lloc que aquests decidien.
El pla original finlandès havia estat tallar les tropes alemanyes al voltant de Kemi de totes les vies de retirada. No obstant això, les tropes alemanyes van poder assegurar la carretera de Rovaniemi i retirar-se de manera ordenada. D'altra banda, la presa de Tornio va tallar efectivament les tropes alemanyes a Finlàndia en dues parts: una lluitant a la vall del riu Tornio i l'altra a la vall del riu Kemijoki. A causa de la manca de carreteres, els subministraments a les tropes al voltant de Kemi haurien de ser encaminats a través de Rovaniemi. El 8 d'octubre, tota la zona de Kemi-Tornio ja havia quedat netejada.
El comandant alemany al nord, el general Lothar Rendulic, va considerar la captura de Tornio una traïció per part dels finlandesos i, com a represàlia, va ordenar una política de terra cremada a Lapònia. En atacar Tornio, el govern finlandès havia demostrat a la Unió Soviètica que treballava activament per eliminar les tropes alemanyes. A més, l'exèrcit finlandès havia demostrat que era capaç i que estava disposat a emprar les seves armes contra els antics aliats.